# (7170) Livesey
(7170) Livesey – planetoida z pasa głównego asteroid okrążająca Słońce w ciągu 4 lat i 157 dni w średniej odległości 2,69 j.a. Została odkryta 30 czerwca 1987 roku w Siding Spring Observatory w Australii przez Roberta McNaughta. Nazwa planetoidy pochodzi od Rona Liveseya (ur. 1929), szkockiego astronoma amatora. Przed nadaniem nazwy planetoida nosiła oznaczenie tymczasowe (7170) 1987 MK.